# Secret Service (pièce de théâtre)
Pour les articles homonymes, voir Secret Service.
Secret Service est une pièce de théâtre américaine de William Gillette parue en 1895.
En 1976, elle fut jouée dans la mise en scène de Daniel Freudenberger avec deux futurs acteurs célèbres d'Hollywood, jusqu'alors inconnus : John Lithgow et Meryl Streep.
La version théâtrale fut filmée par Peter Levin et diffusée en 1977.

## Captation

### Fiche technique
- Titre : Secret Service
- Réalisation : Peter Levin
- Mis en scène (théâtre) : Daniel Freudenberger
- Producteur : Ken Campbell
- Genre : Thriller
- Pays :  États-Unis
- Durée : 117 minutes
- Date de première diffusion : 12 janvier 1977

### Distribution
- Meryl Streep : Edith Varney
- John Lithgow : capitaine Thorne
- Joe Grifasi : caporal Matson
- Don Scardino : Wilfred Varney
- Mary Beth Hurt : Caroline Mitford
- Jeffrey Jones : sergent Wilson
- Charles Kimbrough : Benton Arrelsford
- Lenny Baker : Henry Dumont
- Frederick Coffin : lieutenant Maxwell